# Phare du cap de Môle-St-Nicolas
Le phare du cap de Môle-Saint-Nicolas est un phare actif situé à l'extrémité du cap de Môle-Saint-Nicolas à Haïti, en mer des Caraïbes.

## Histoire
La station de signalisation maritime a été établie en 1922 à l'extrémité nord-ouest de l'île.
Le phare actuel, fonctionnant à l'énergie solaire, marque le Passage du Vent séparant Haïti de Cuba.

## Description
Ce phare  est une tour métallique à base triangulaire à claire-voie, avec une lanterne de 14 m de haut. La tour est peinte en blanc. Son feu à occultations émet, à une hauteur focale de 16 m, un éclat blanc de 2 secondes par période de 3 secondes. Sa portée est de 15 milles nautiques (environ 28 km).
Identifiant : ARLHS : HAI-002 - Amirauté : J5408 - NGA : 110-14230.
|       |
| Haïti |

## Caractéristique dufeu maritime
Fréquence : 3 secondes (W)
- Lumière : 2 secondes
- Obscurité : 1 seconde

### Lien connexe
- Liste des phares d'Haïti